# Liste der Baudenkmale in Grünow (Mecklenburg)
In der Liste der Baudenkmale in Grünow sind alle denkmalgeschützten Bauten der Gemeinde Grünow (Mecklenburg-Vorpommern) und ihrer Ortsteile aufgelistet. Grundlage ist die Veröffentlichung der Denkmalliste des Landkreises Mecklenburgische Seenplatte (Auszug) vom 20. Januar 2017.

## Baudenkmale nach Ortsteilen
| ID  | Lage                 | Bezeichnung                     | Beschreibung | Bild                   |
| --- | -------------------- | ------------------------------- | ------------ | ---------------------- |
| 432 | Grünow Dorfstraße 10 | Pfarrhaus                       |              | Pfarrhaus              |
| 434 |                      | Forsthaus mit                   |              |                        |
| 434 |                      | Stall und                       |              |                        |
| 434 |                      | Scheune                         |              |                        |
| 435 |                      | Kirche mit                      |              | Weitere Bilder         |
| 435 |                      | Feldsteinmauer                  |              |                        |
| 436 |                      | Kriegerdenkmal 1914/18          |              | Kriegerdenkmal 1914/18 |
| 437 |                      | Spritzenhaus                    |              |                        |
| 633 | Chausseehaus 1       | Chausseehaus mit                |              |                        |
| 633 | Chausseehaus 1       | Stall                           |              |                        |
| 638 |                      | Meilenstein (beim Chausseehaus) |              |                        |

### Ollendorf
| ID  | Lage | Bezeichnung  | Beschreibung | Bild |
| --- | ---- | ------------ | ------------ | ---- |
| 890 |      | Spritzenhaus |              |      |

## Quelle
- Karte der Baudenkmale im Geoportal des Landkreises